# Герде (Гелдерланд)
Герде (нід. Heerde, нід. вимова: [ˈɦeːrdə] ( прослухати)) — муніципалітет і місто на сході Нідерландів, у провінції Гелдерланд.

## Топографія
Нідерландська топографічна карта муніципалітету Герде, червень 2015 року.

## Галерея

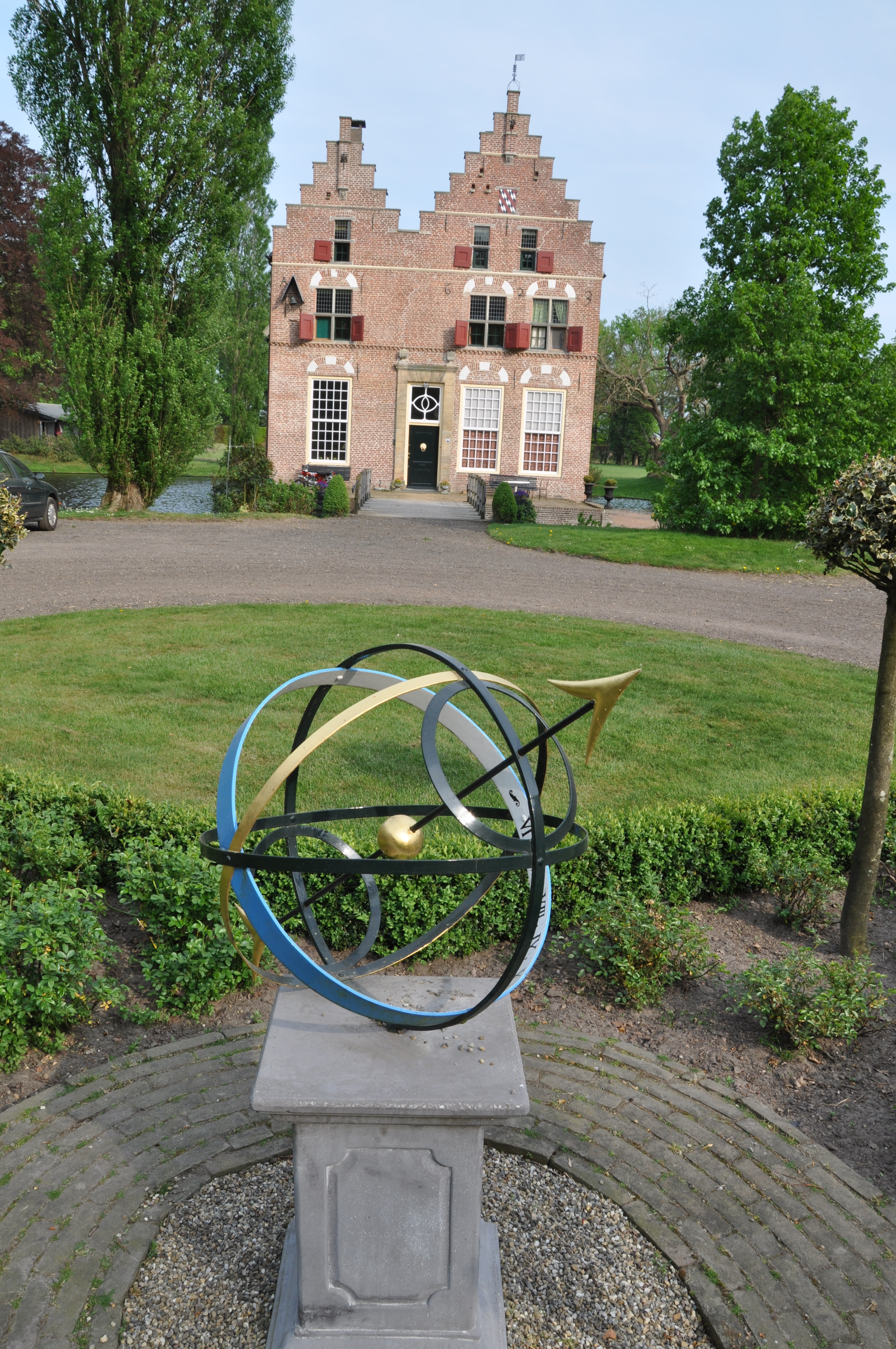
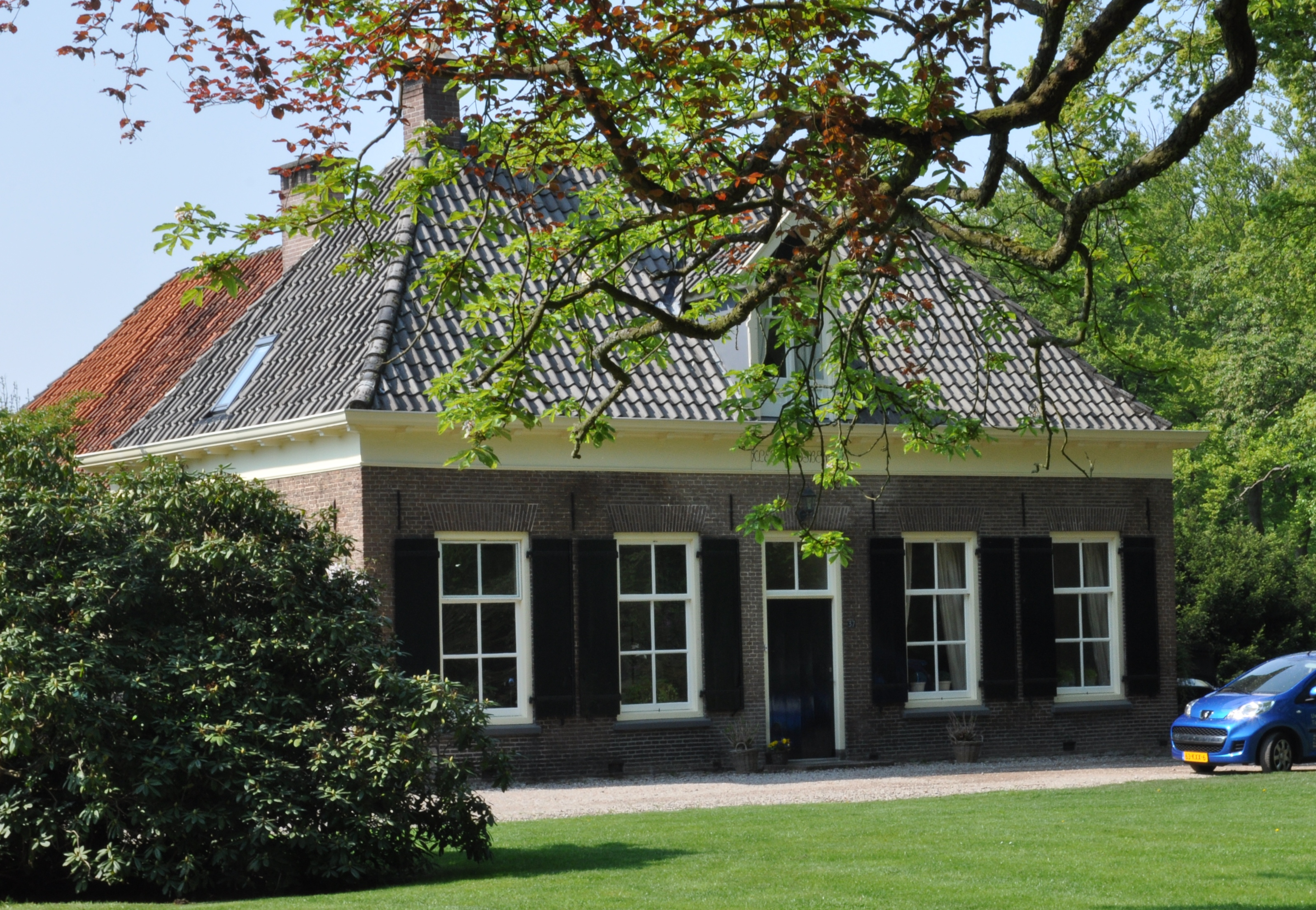
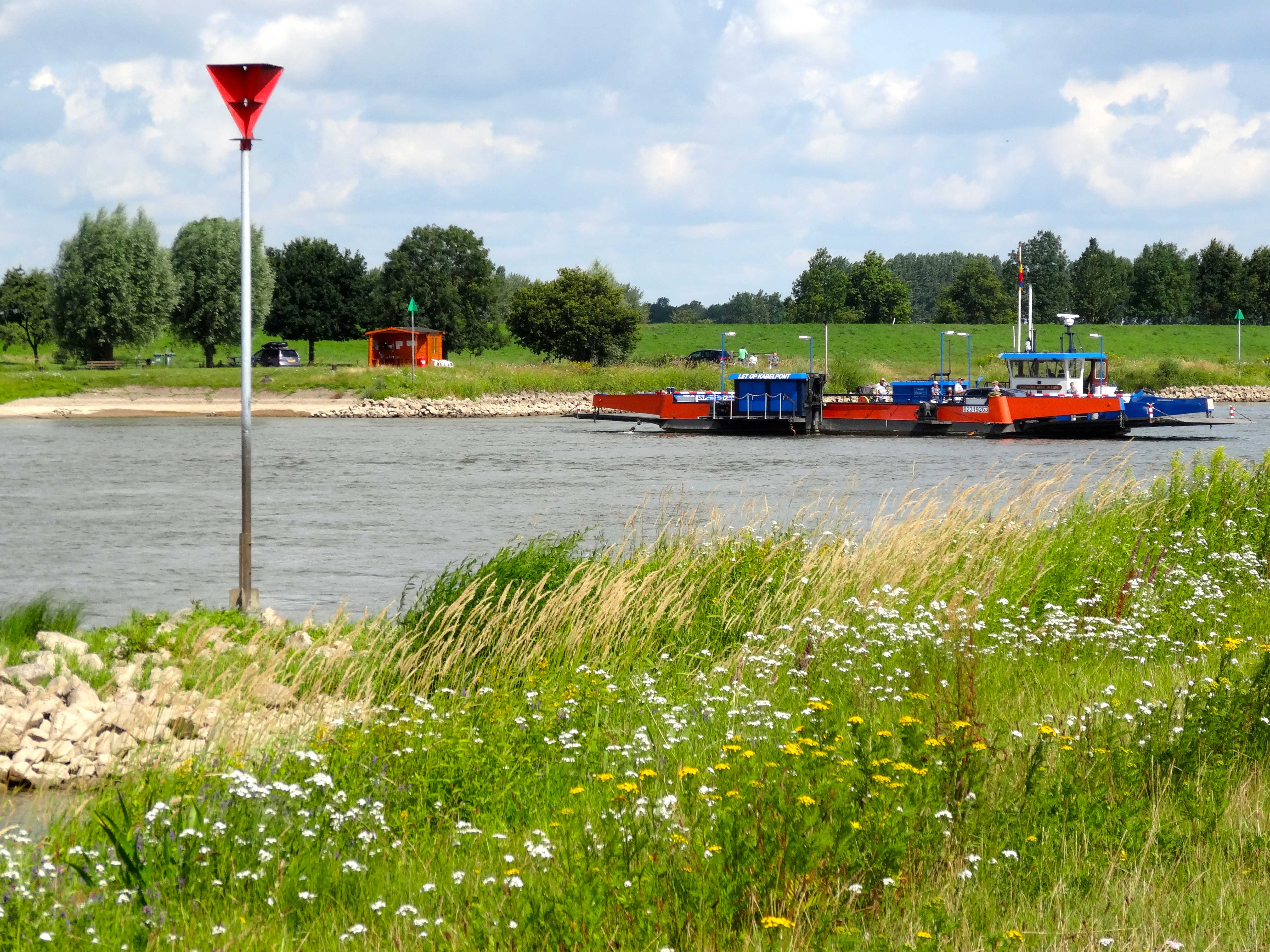
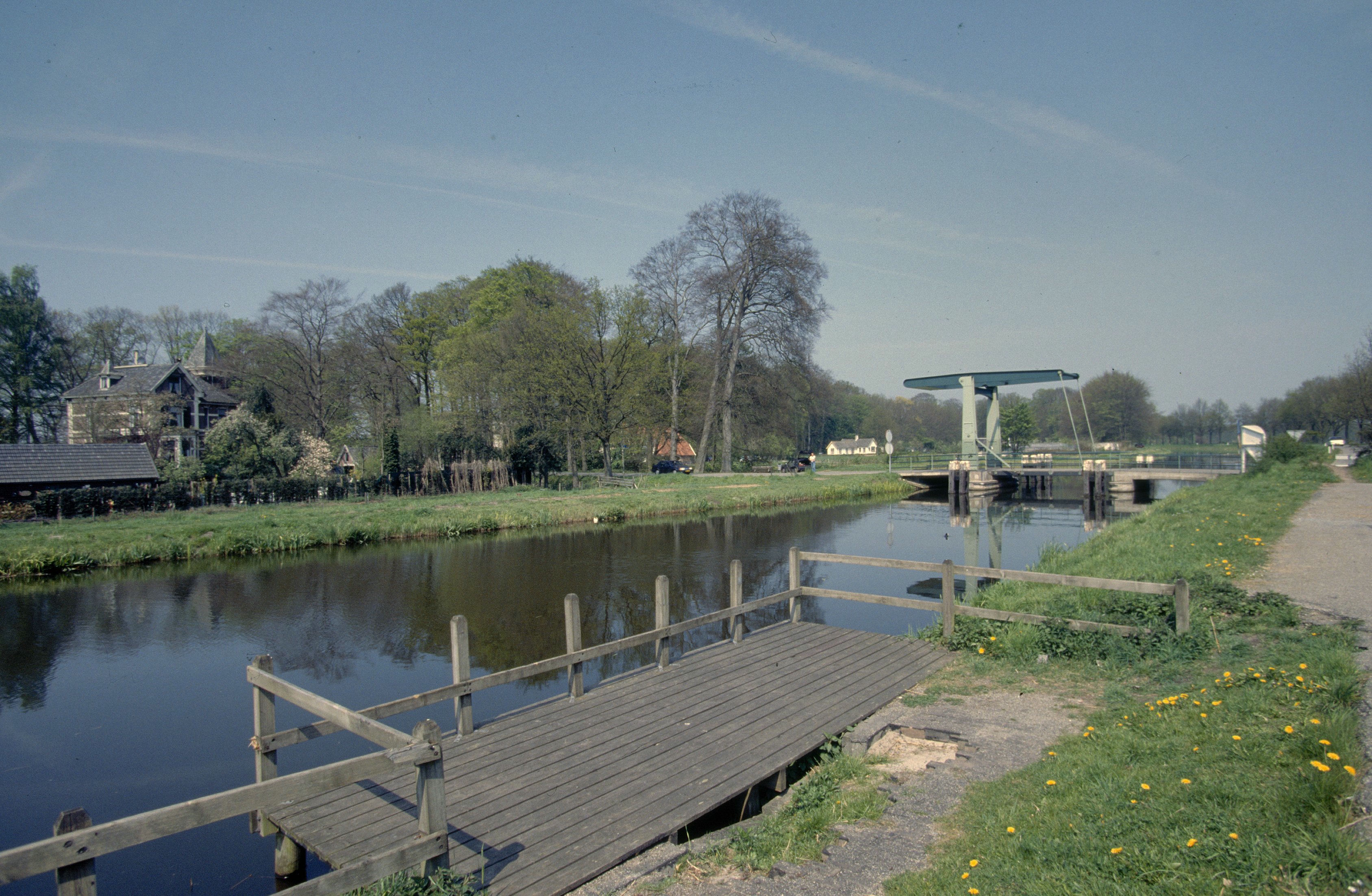

## Населені пункти муніципалітету
- Вапенвелд
- Ворхтен
- Вессен
- Герде
- Горн

## Визначні мешканці
- Якко Елтінг (нар. 1970 у Герде) — професійний тенісист